# De steen (Bram Vermeulen)
De steen is een lied van Bram Vermeulen. Het verscheen op zijn album Rode wijn uit 1988 en daarna nog op verschillende verzamelalbums, zoals De beste van Bram Vermeulen - Voltooid verleden tijd dat in 2001 nog tijdens zijn leven verscheen.
Het lied begint met "Ik heb een steen verlegd in een rivier op aarde. Het water gaat er anders dan voorheen." Deze verrichting is belangrijk in het lied, omdat de zanger dankzij die steen "nooit zal zijn vergeten."
In 1992 voerde Paul de Leeuw het lied op in zijn programma De schreeuw van De Leeuw en zong hij het op zijn elpee Van U wil ik zingen. In 2007 zong het Leger des Heils het in zijn programma Mooi! Weer De Leeuw. De versie van Paul de Leeuw wordt vaak gespeeld tijdens uitvaartceremonies. Ook Stef Bos bracht het lied uit, namelijk op zijn album Bos in beeld 2011
In 2007 verscheen er postuum een liedjesbundel van Bram Vermeulen met de titel Ik heb een steen verlegd. Het boek is samengesteld en geredigeerd door Paul de Munnik van het duo Acda en De Munnik en is uitgegeven met een muziek-cd.

## Evergreen Top 1000
| Evergreen Top 1000 "De Steen - Bram Vermeulen" |      |      |      |      |      |      |      |      |      |      |      |      |      |      |      |      |      |
| Jaar                                           | 2008 | 2009 | 2010 | 2011 | 2012 | 2013 | 2014 | 2015 | 2016 | 2017 | 2018 | 2019 | 2020 | 2021 | 2022 | 2023 | 2024 |
| ---------------------------------------------- | ---- | ---- | ---- | ---- | ---- | ---- | ---- | ---- | ---- | ---- | ---- | ---- | ---- | ---- | ---- | ---- | ---- |
| Positie                                        | -    | -    | -    | -    | -    | -    | -    | -    | 214  | 167  | 401  | 358  | 290  | 204  | 371  | 348  | 410  |